# Joseph Köhler (Politiker)

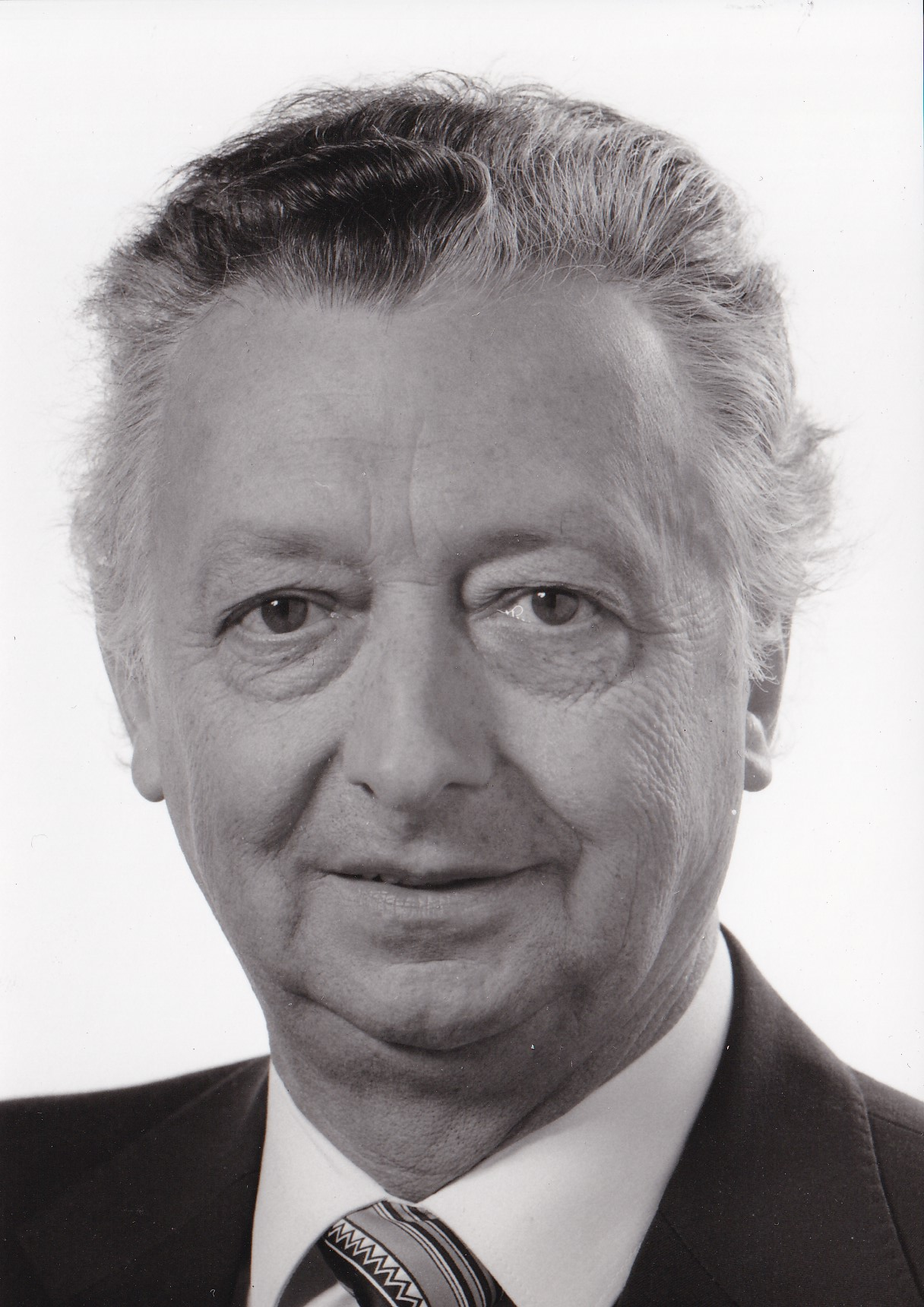
Joseph Köhler

Joseph Köhler (* 5. Juli 1920 in Paderborn; † 9. Januar 2011 ebenda) war ein deutscher Politiker (CDU).

## Leben und Beruf
Nach dem Besuch der Volksschule wurde ihm zunächst die zugesicherte Lehrstelle bei der Stadtverwaltung versagt, da diese mittlerweile „gleichgeschaltet“ war und sich Köhler weigerte (was damals noch möglich war), der Hitlerjugend beizutreten. Köhler wurde stattdessen Hilfsarbeiter bei der Seifenfabrik Löcher in der Balhornstraße.
1939 musste er zunächst zum Reichsarbeitsdienst nach Braunschweig und Gräben für Gasleitungen ausheben, anschließend zur Bahn und 1940 zur Wehrmacht bzw. zur Luftwaffe. Den größten Teil seines Dienstes verbrachte er als Fluglehrer in Tutow. Erst gegen Ende des Krieges erlebte er auf dem Rückzug vor den sowjetischen Truppen die Härten und Gräuel des Krieges.
Nach Kriegsdienst und zunächst amerikanischer, dann britischer Gefangenschaft war er ab 1948 Geschäftsführer der Ortsverwaltung Paderborn der Gewerkschaft der Eisenbahner Deutschlands, deren Mitglied er seit 1946 war. Köhler gehörte seit 1946 der CDU an. Er war verheiratet und hat zwei Kinder.

## Abgeordneter
Von 1946 bis 1956 war er Mitglied des Rates der Gemeinde Elsen.
Vom 24. Juli 1966 bis zum 29. Mai 1985 war Köhler Mitglied des Landtags des Landes Nordrhein-Westfalen. Er wurde jeweils im Wahlkreis 137 Paderborn I (1980 im Wahlkreis 118 Paderborn II) direkt gewählt.
Ab 1961 bis 1993 war er Mitglied des Kreistages des Kreises Paderborn.
Am 19. Oktober 1964 wurde er vom Paderborner Kreistag zum Landrat gewählt und behielt dieses Amt bis 1993.
Vorsitzender des Landkreistages Nordrhein-Westfalen war Köhler von 1972 bis 1993.
Joseph Köhler bekleidete das Präsidentenamt des Deutschen Landkreistages, der Dachorganisation aller 323 deutschen Landkreise vom 1. Dezember 1984 bis zum 30. November 1992. Vizepräsident war er seit 1975, dem Präsidium des Deutschen Landkreistages gehörte er seit 1972 an. Zum Ehrenmitglied wurde Joseph Köhler am 11. November 1992 gewählt.

## Öffentliche Ämter
Von Oktober 1964 bis 1993 war er Landrat des Kreises Paderborn.
Köhler war von 1972 bis 1993 Vorsitzender des Vorstandes des Landkreistages Nordrhein-Westfalen und von 1984 bis 1992 Präsident des Deutschen Landkreistages.

## Ehrungen
Am 5. Juli 1973 wurde ihm das Bundesverdienstkreuz I. Klasse verliehen. Am 13. November 1979 erhielt er das Große Bundesverdienstkreuz, am 13. Dezember 1989 das Große Bundesverdienstkreuz mit Stern. Am 19. Mai 1994 wurde er mit dem Verdienstorden des Landes Nordrhein-Westfalen ausgezeichnet. Daneben erhielt er zahlreiche weitere Auszeichnungen.